# Henry Pemberton
Henry Pemberton (* 1694 in London; † 9. März 1771, ebenda) war ein englischer Arzt, Mathematiker und Physiker. 1728 wurde er als Nachfolger von John Woodward Professor für Medizin am Gresham College in London.

## Leben
Pemberton studierte ab 1714 Medizin an der Universität Leiden, unter anderem bei Herman Boerhaave, und in Paris, wo er Anatomie studierte. Daneben studierte er auch Mathematik, womit er schon auf der Schule durch das Studium von Apollonius in der Ausgabe von Halley begann und wofür er Bücher aus der Bibliothek des verstorbenen Abbé Jean Gallois in Paris erwarb. Nach der Rückkehr nach London um 1715 war er zur weiteren Ausbildung am St. Thomas Hospital und promovierte danach 1719 an der Universität Leiden bei Boerhaave. In seiner Dissertation behandelte er die Anpassung des Auges an verschiedene Entfernungen, was er korrekt auf eine Formänderung der Linse durch Muskelkraft zurückführte. Nach Richard Westfall war das sein bedeutendster eigenständiger wissenschaftlicher Beitrag.
Nach der Rückkehr nach London praktizierte er aber nur selten als Arzt, da seine Gesundheit dies nicht zuließ. Stattdessen nahm er Kontakt zu führenden Naturwissenschaftlern und insbesondere zu Isaac Newton auf, publizierte zu den verschiedensten Themen (von der Mathematik und Astronomie bis zur Dichtkunst) zum Beispiel (nachdem er Fellow der Royal Society geworden war) in den Philosophical Transactions of the Royal Society. Er erwarb sich einen Ruf mit medizinischen Publikationen, so dass er 1728 Professor für Medizin am Gresham College wurde, wo er auch Vorlesungen über Chemie hielt, die postum 1771 von seinem Freund James Wilson veröffentlicht wurden, ebenso wie seine Vorlesungen über Physiologie 1779. Er brachte auch eine neue verbesserte Ausgabe des Arzneimittelhandbuchs des Royal College of Physicians heraus (London Pharmacopeia), womit er 1739 bis 1746 beschäftigt war. 
Pemberton unterstützte Newton ab 1723 in der Vorbereitung der dritten Auflage (1726) von dessen Principia Mathematica (Mathematische Prinzipien der Naturphilosophie) und veröffentlichte ein populärwissenschaftliches Buch über dessen physikalische Lehre (in deutscher Übersetzung von Salomon Maimon in Berlin 1793 herausgekommen). Die dritte Auflage der Principia war die Ausgabe letzter Hand, sie brachte aber keine wesentlichen Änderungen gegenüber der zweiten Auflage, die von Roger Cotes herausgegeben wurde, einem bedeutenden Mathematiker, an dessen Fähigkeiten Pemberton nicht heranreichte. Da Pemberton aber in den letzten Lebensjahren Newtons viel mit diesem in Kontakt war und mit Newton eng befreundet war, haben seine Schriften über Newton eine besondere Authentizität. Pemberton Freundschaft mit Newton begann, als er einen Beweis von Giovanni Poleni über die Formel von Leibniz für die kinetische Energie kritisierte (Newton war bekanntlich mit Leibniz in einen heftigen Prioritätsstreit verwickelt). Pemberton brachte darin gleichzeitig überschwänglich seine Bewunderung für Newton zum Ausdruck, was Newtons Wohlwollen fand, als sein Leibarzt Richard Mead (1673–1754) ihm den Aufsatz zur Kenntnis brachte. Für Mead bearbeitete Pemberton auch die Neuauflage der Myotomia Reformata von William Cowper (1724).
Pemberton plante auch eine englische Übersetzung der Principia und einen Kommentar, hier kam ihm aber Andrew Motte (dessen Übersetzung 1729 erschien) zuvor und er gab seine Pläne auf.
Er förderte den Ingenieur Benjamin Robins, dessen mathematisches Talent ihm auffiel.
Seit 1720 war Pemberton Fellow der Royal Society und seit 1746 auswärtiges Mitglied der Königlich Preußischen Sozietät der Wissenschaften.

## Werke
- View of Sir Isaac Newton’s philosophy. Printed by S. Palmer, London 1728; archive.org.